# Addormentarmi così
Addormentarmi così è una canzone Beguine composta da Ornella Ferrari (Biri) e Vittorio Mascheroni, incisa per la prima volta nel 1948 dalla cantante Lidia Martorana su accompagnamento dell'orchestra del maestro Pippo Barzizza.

## Altre versioni
In seguito è stata interpretata da molti artisti, tra i quali Irma Fusi, Tonina Torrielli, Luciano Tajoli, Teddy Reno, Adriano Celentano, Gigliola Cinquetti, Mina.